# Конвой HX 72
Конвой HX 72 (англ. Convoy HX 72) — конвой транспортних і допоміжних суден у супроводженні кораблів ескорту, який прямував від канадського Галіфаксу до Ліверпуля.

## Історія
Атлантичний конвой HX 72 формувався на східному канадському узбережжі і складався з 43 суден з воєнним вантажем, які прибули з Галіфаксу, Сіднею та Бермудських островів. 9 вересня 1940 року конвой вийшов з Галіфаксу, прямуючи до Ліверпуля, під керівництвом комодора Х.Роджерса на судні «Трегартхен». На переході морем ескортні сили були мізерними, у той час конвої, як правило, йшли без супроводу, або мали просто озброєний торговий крейсер як запобіжний захист від надводних кораблів-рейдерів до досягнення Західних підходів.
Протягом всього переходу океанським ескортом HX 72 був допоміжний крейсер (колишній пасажирський лайнер «Джервіс-Бей»). За графіком кораблі ескорту мали зустрінути союзний конвой 20 вересня, але HX 72 не зустрівся з бойовими кораблями Командування Західних підходів до другої половини дня 21 вересня, тому конвой HX 72 продовжував рух незахищеним, коли його нарешті було помічено з U-47.
Після передачі повідомлення про виявлений конвой Гюнтер Прін почав переслідування суден противника, а командування підводних сил Крігсмаріне віддало наказ усім підводним човнам, що перебували поблизу, атакувати HX 72. Вночі та на наступний день було зібрано «зграю» з 6 човнів, U-99 та U-65, які знаходились поблизу, та інших, що рухалися з Німеччини.
Останні дні U-47 виконував функції з метеорологічного спостереження у навколишніх водах і на борту мав лише одну торпеду. Вночі 21 вересня U-99 капітан-лейтенанта Кречмера дістався конвою першим і о 03:12 ночі потопив спочатку британський танкер Invershannon, а пізніше ще одне судно Baron Blythswood потопив та одне пошкоджене добив Elmbank. Вранці 21 вересня U-48 капітан-лейтенанта Блайхрода потопив Blairangus. Наступного вечора U-100 під капітан-лейтенанта Шепке дістався до конвою і потопив протягом ночі 7 суден загальною кількістю 50 340 тонн.
Це було завершенням дії; конвой HX 72 був розсіяний, але U-Boot не змогли переслідувати, оскільки присутність кораблів ескорту змусила їх зануритися. Решта кораблів HX 72 просувалися до пункту призначення самостійно, тоді як командування сил ескорту намагалася зібрати конвой назад, але подальших атак не відбулося, і всі судна, що залишилися, дісталися порту безпечно.

## Кораблі та судна конвою HX 72

### Транспортні судна
| Назва                    | Прапор          | Тоннажність (GRT) | Прим. |
| ------------------------ | --------------- | ----------------- | --- |
| Baron Blythswood (1929)  | Велика Британія | 3 668             | 5450 тонн залізної руди                                                                                                 |
| Blairangus (1930)        | Велика Британія | 4 409             | рудничний матеріал |
| Broompark (1939)         | Велика Британія | 5 136             | пиломатеріали |
| Bur (1917)               | Норвегія        | 4 343             | залізна руда |
| Cadillac (1917)          | Велика Британія | 12 062            | бензин, парафін |
| Canonesa (1920)          | Велика Британія | 8 286             | 7265 тонн заморожених та генеральних вантажів, зокрема 2258 тонн бекону, 955 тонн сиру, 379 тонн риби та 250 тонн шинки |
| Collegian (1923)         | Велика Британія | 7 886             | 8000 тонн генеральних вантажів                                                                                          |
| Dalcairn (1927)          | Велика Британія | 4 608             | 8000 тонн пшениці |
| Defender (1915)          | Велика Британія | 8 258             | генеральні вантажі |
| Eastern Glade (1919)     | Велика Британія | 5 057             | сталь |
| El Aleto (1927)          | Велика Британія | 7 203             | сира нафта |
| Elmbank (1925)           | Велика Британія | 5 156             | пиломатеріали, метал |
| Empire Airman (1915)     | Велика Британія | 6 586             | залізна руда |
| Frederick S Fales (1939) | Велика Британія | 10 525            | 13 849 тонн флотського мазуту «Адміралті»                                                                               |
| Gloucester City (1919)   | Велика Британія | 3 071             | генеральні вантажі |
| Hardanger (1924)         | Норвегія        | 4 000             | пиломатеріали, метал |
| Harlingen (1933)         | Велика Британія | 5 415             | сталь, брухт |
| Invershannon (1938)      | Велика Британія | 9 154             | 13 241 тонна флотського мазуту «Адміралті»                                                                              |
| Janeta (1929)            | Велика Британія | 5 312             | пиломатеріали |
| Leadgate (1925)          | Велика Британія | 2 125             | пиломатеріали |
| Leighton (1921)          | Велика Британія | 7 412             | сталь, зерно |
| Losada (1921)            | Велика Британія | 6 520             | генеральні вантажі |
| Mammy (1911)             |                 | 1 656             | сульфатна пульпа |
| Morska Wola (1924)       | Польща          | 3 208             | папір |
| Mount Kyllene (1917)     | Греція          | 3 703             | пиломатеріали, метал |
| Muneric (1919)           | Велика Британія | 5 229             | переробний чавун |
| Nyanza (1928)            | Велика Британія | 4 974             | рудничний матеріал |
| Oakcrest (1929)          | Велика Британія | 5 407             | сталь, брухт |
| Pacific Grove (1928)     | Велика Британія | 7 117             | генеральні вантажі |
| Putney Hill (1940)       | Велика Британія | 5 215             | свинець, деревина |
| Scholar (1922)           | Велика Британія | 3 940             | 5484 тюків бавовни, 2023 тонни сталі, 54 тонни арсену, 242 тонни шерсті та 965 тонн пиломатеріалів                      |
| Selvistan (1924)         | Велика Британія | 5 136             | сталь, брухт |
| Simla (1917)             | Норвегія        | 6 031             | 4129 тонн брухту та 3970 тонн сталі                                                                                     |
|                          |                 |                   | сталь |
| Snar (1920)              | Норвегія        | 3 176             | деревина |
| Soemba (1923)            | Нідерланди      | 6 718             | брухт |
| Torinia (1939)           | Велика Британія | 10 364            | 13815 тонн флотського мазуту «Адміралті»                                                                                |
| Tregarthen (1936)        | Велика Британія | 5 201             | сталь, брухт |
| Tresillian (1925)        | Велика Британія | 4 743             | сталь |
| Tudor Prince (1940)      | Велика Британія | 1 914             | фосфати |
| Ullapool (1927)          | Велика Британія | 4 891             | сталь, деревина |
| Urla (1924)              | Велика Британія | 5 198             | сталь, деревина |
| Venetia (1927)           | Велика Британія | 5 728             | парафін |
| Zagloba (1938)           | Польща          | 2 864             | деревна маса |

### Кораблі ескорту
| Назва         | Прапор                                  | Тип корабля          | Прим.                                     |
| ------------- | --------------------------------------- | -------------------- | ----------------------------------------- |
| «Сімітер»     | Військово-морські сили Великої Британії | есмінець типу «S»    | Ескорт у Західних підходах: з 21 вересня  |
| «Шикарі»      | Військово-морські сили Великої Британії | есмінець типу «S»    | Ескорт у Західних підходах: з 21 вересня  |
| «Скейт»       | Військово-морські сили Великої Британії | есмінець типу «R»    | Ескорт у Західних підходах: з 21 вересня  |
| «Календула»   | Військово-морські сили Великої Британії | корвет типу «Флавер» | Ескорт у Західних підходах: з 21 вересня  |
| «Хартсиз»     | Військово-морські сили Великої Британії | корвет типу «Флавер» | Ескорт у Західних підходах: з 21 вересня  |
| «Ла Мало»     | Військово-морські сили Великої Британії | корвет типу «Флавер» | Ескорт у Західних підходах: 21-22 вересня |
| «Джервіс-Бей» | Військово-морські сили Великої Британії | допоміжний крейсер   | Ескорт: 9-20 вересня                      |
| «Ловестофт»   | Військово-морські сили Великої Британії | шлюп типу «Грімсбі»  | Ескорт у Західних підходах: 21-22 вересня |

Позначення

## Підводні човни, що брали участь в атаці на конвой
| Назва | Тип   | Командир    | ВМС                                          | Дата атаки на конвой | Прим. |
| ----- | ----- | ----------- | -------------------------------------------- | -------------------- | --- |
| U-29  | VII A | Крігсмаріне | капітан-лейтенант Отто Шугарт                | —                    | не атакував |
| U-32  | VII A | Крігсмаріне | обер-лейтенант-цур-зее Ганс Єніш             | 21-22 вересня        | 06:09 22.09 — пошкодив Collegian |
| U-43  | IX A  | Крігсмаріне | капітан-лейтенант Вільгельм Амброзіус        | —                    | не атакував |
| U-46  | VII B | Крігсмаріне | капітан-лейтенант Енгельберт Ендрасс         | —                    | не атакував |
| U-47  | VII B | Крігсмаріне | капітан-лейтенант Гюнтер Прін                | 20 вересня           | 04:47 21.09 — пошкодив Elmbank |
| U-48  | VII B | Крігсмаріне | капітан-лейтенант Генріх Блайхрод            | 21 вересня           | 06:14 21.09 — потопив Blairangus 23:38 21.09 — пошкодив Broompark |
| U-65  | IX B  | Крігсмаріне | капітан-лейтенант Ганс-Герріт фон Штокгаузен | —                    | не атакував |
| U-99  | VII B | Крігсмаріне | капітан-лейтенант Отто Кречмер               | 21 вересня           | 03:12 21.09 — потопив Invershannon 04:19 21.09 — потопив Baron Blythswood після 15:00 21.09 — добив пошкоджено U-47 судно Elmbank                                                                                                  |
| U-100 | VII B | Крігсмаріне | капітан-лейтенант Йоахім Шепке               | 21 вересня           | 23:10 21.09 — потопив Canonesa 23:11 21.09 — потопив Torinia 23:12 21.09 — потопив Dalcairn 00:22 22.09 — потопив Empire Airman 00:50 22.09 — потопив Scholar 01:52 22.09 — потопив Frederick S. Fales 02:14 22.09 — потопив Simla |